# Теорема Крамерса
Теорема Крамерса — квантово-механическое утверждение о том, что в системе с полуцелым спином и гамильтонианом, инвариантным к операции изменения направления времени, любое энергетическое состояние является, по крайней мере, дважды вырожденным. В частности, это касается основного состояния. Теорема носит имя Хендрика Крамерса, который сформулировал её в 1930 году.
Оператор изменения направления времени определяется как 
{\displaystyle T:t\mapsto -t.}
Одновременно меняется знак некоторых других физических величин, например, импульса и момента импульса. Это означает также, что меняет свой знак и спин. Если гамильтониан коммутирует с оператором изменения направления времени: 
{\displaystyle [H,T]=0,},
то для любого состояния  {\displaystyle |n\rangle },  что является собственным состоянием оператора энергии — гамильтониана, состояние {\displaystyle T|n\rangle } тоже является собственным состоянием с той же энергией.